# Koutié
Koutie (ou Koutié, Nkoutie) est un village du Cameroun situé dans le département du Noun et la Région de l'Ouest. Il fait partie de l'arrondissement de Koutaba.

## Population
En 1966, la localité comptait 2 346 habitants, principalement Bamoun. Lors du recensement de 2005, on y a dénombré 2 336 personnes.

## Infrastructures
Koutie dispose d'une école publique et abrite l'abbaye cistercienne Notre-Dame de Koutaba.